# Pavonia arachnoidea
Pavonia arachnoidea là một loài thực vật có hoa trong họ Cẩm quỳ. Loài này được C. Presl mô tả khoa học đầu tiên năm 1835.